# Sidima amarylde
Sidima amarylde är en fjärilsart som beskrevs av John Nevill Eliot och Kawazoé 1983. Sidima amarylde ingår i släktet Sidima och familjen juvelvingar. Inga underarter finns listade i Catalogue of Life.